# Lijst van Tsjechische rampen
Dit is een lijst met rampen op het grondgebied van Tsjechië. In deze lijst zijn alleen gebeurtenissen opgenomen waarbij vijf of meer doden zijn gevallen en gebeurtenissen waarbij er sprake is van een zeer groot effectgebied.

## Voor 1800
- 1501
  - augustus – Watersnood in het stroomgebied van de Moldau. Waarnemers zagen op de rivier houten huizen, watermolens en zelfs houten torens met klokken en al voorbijdrijven.[1]
- 1786
  - 14 november – Door zware ijsgang op de Moldau wordt een vissersaak uit het dorp Rodel verpletterd. 6 van de 9 opvarenden komen hierbij om het leven.[2]

## 19e eeuw
- 1853
  - 5 juni – Explosie in de Karolinenmijn nabij Ostrava. 10 doden.
- 1856
  - 16 januari – Een kolendampontploffing in de Groeve Gabriele nabij Karviná. 17 doden en 11 zwaargewonden.
- 1859
  - 17 januari – Explosie in de steenkolenmijn Salm nabij Ostrava. Er vallen 15 en volgens andere bronnen 16 doden.
- 1860
  - 7 juni – Zware explosie in de steenkolenmijn Frantiska nabij Oslavany. Er vallen 52 doden.
- 1867
  - 29 juli – Tussen de 53 en 65 mijnwerkers komen om bij een ontploffing in de Hlubinschacht bij Ostrava.
- 1868
  - 10 november – Een treinongeluk bij Augezd, nabij Plzen. Hierbij vallen 40 doden.[3]
- 1885
  - 5 maart –In de kolenmijn Jan bij Karviná vindt een ramp plaats. 108 mijnarbeiders komen hierbij om het leven.
  - 26 maart –In dezelfde maand nog een grote mijnramp, ditmaal in de mijn Bettina bij Orlová. 59 doden.
- 1888
  - 7 februari – Nabij Brno worden de lichamen gevonden van een groep van 8 zigeuners (Roma) die zijn doodgevroren tijdens een nacht van bijna 30 graden vorst.
- 1890
  - 9 september – De oude brug over de Moldau te Praag stort in tijdens hoog water. Hierbij vallen 30 doden.[4]
- 1891
  - 3 januari – In de mijn Trojice in de buurt Ostrava komen 61 mijnwerkers om.
- 1892
  - 8 juni – Grote brand in een zilvermijn in het stadje Příbram, 9 mijlen ten zuiden van Praag. 319 mijnarbeiders komen hierbij om het leven.
- 1894
  - 14 juni –In de kolenmijn Františka bij Karviná vindt een grote mijnramp plaats. 235 mijnarbeiders komen hierbij om het leven.

## 20e eeuw

### 1900-1909
- 1902
  - 14 januari – Een overstroming in een bruinkoolmijn bij de stad Most in Ústecký kraj kost aan 44 mijnwerkers het leven.
- 1909
  - 5 december – De sneltrein van Praag naar Wenen komt in botsing bij de plaats Chersko. Hierbij vallen 14 doden.[5]

### 1910-1919
- 1916
  - 18 september – Zeer grote ramp na dambreuk van een in aanbouw zijnde dam bij een stuwmeer bij Příčiny. 59 mensen worden gedood, 380 mensen raken dakloos en 1020 mensen raken zonder werk.
- 1917
  - 25 mei – Zeer zware explosie in een munitiefabriek in Bolevecká bij Plzeň (Pilsen) kost aan maar liefst 202 mensen het leven. Tsjechië is op dat moment nog een onderdeel van het veel grotere Oostenrijk-Hongarije.
- 1919
  - 20 mei –In de kolenmijn Nová Jáma bij Orlová, centraal in het zojuist ontstane Tsjechoslowakije vindt een ramp plaats. 92 mijnarbeiders komen hierbij om het leven.

### 1920-1929
- 1921
  - 1 januari – Een ontploffing in kolenmijn Kukla bij Oslavany kost aan 26 mijnwerkers het leven.
- 1926
  - 3 juli – Een Caudron C-61 van Compagnie Internationale de Navigation Aérienne (CIDN) stort neer bij Streble. Hierbij komen 7 inzittenden om het leven.[6]
- 1928
  - 28 september – Treinongeluk op het traject Zaječí - Břeclavsku. 26 doden.

### 1930-1939
- 1930
  - 22 augustus – Een Ford 5-AT-C Tri-Motor van Ceskoslovenské Státní Aerolinie (CSA) stort neer in een onweersbui bij Jihlava (Iglau). Hierbij komen 12 van de 13 inzittenden om het leven.[7]
- 1932
  - 2 juli – Treinongeluk bij Znosim op het traject Domašínem - Vlašimí, 10 doden.
- 1934
  - 6 januari – Zeer grote mijnramp te Osek. Hierbij komen 142 mijnwerkers om het leven.
- 1935
  - 27 mei - Ten minste 31 kinderen komen om het leven bij een ongeval met een veerboot op de Thaya in het zuiden van Tsjechië.[8]
  - 31 augustus - Ten minste 5 mensen komen om het leven bij een grote brand in een hooimijt in het dorpje Hloupotin bij Praag.[9]
- 1937
  - 24 december – Een Wibault 280 van Air France stort neer bij Hory. Hierbij komen 8 mensen om het leven.[10]
- 1939
  - 9 oktober – Een Junkers JU R 37/2 vstort neer bij Bělá pod Pradědem. Hierbij komen 7 mensen om het leven.

### 1940-1949
- 1944
  - 24 augustus – Een B17 stort neer op de stad Oslavany. Hierbij komen 6 bemanningsleden om en op de grond nog eens 11 personen.
  - 19 november – Een Douglas stort neer bij Vysoké Tatry in Zadní Gerlach. Hierbij komen 24 mensen om.
- 1945
  - 14 februari – Een Amerikaanse bommenwerper op weg naar Dresden komt door een navigatiefout boven Praag terecht en dropt boven deze stad 152 ton aan bommen. Vooral Vyšehrad, Zlíchov, Karlovo náměstí, Nusle, Vinohrady, Vršovice en Pankrác worden getroffen. Hierbij komen 701 mensen om en raken er 1.184 gewond.
  - 23 februari – Een Duitse Junkers Ju-52 van de Luftwaffe stort neer bij Malá Úpa (Kleinaupa). Hierbij komen 8 mensen om het leven.[11]
  - 25 april – Bij een Russisch bombardement op de Skoda-fabrieken bij Plzen komen 67 mensen om het leven. 73 mensen raken gewond.
- 1947
  - 4 oktober – Bij een groot tramongeluk in Ústí nad Labem vallen 30 doden en meer dan 45 mensen raken ernstig verwond.
- 1949
  - 12 februari – Mijnongeluk in een kolenmijn bij Doubrava. 24 doden.

### 1950-1959
- 1950
  - 4 oktober – Mijnongeluk in de mijn Michálka bij Ostrava. 36 doden.
  - 21 december – Treinongeluk door een aardverschuiving op het traject Podivína - Břeclavsku. 34 doden en 56 zwaargewonden.
- 1952
  - 26 augustus – Treinongeluk bij Novojičínsku. 12 doden en 108 zwaargewonden.
- 1953
  - 24 december – Zeer grote treinramp bij Šakvice op kerstavond. Een lokale trein komt in botsing met de sneltrein Praag-Bratislava. 103 doden en 83 zwaargewonden.
- 1956
  - 7 augustus – Treinongeluk bij Přerova. 7 doden en 56 zwaargewonden.
- 1957
  - 28 april – Treinongeluk bij Bylnicí. 10 doden en 17 zwaargewonden.

### 1960-1969
- 1960
  - 14 november – Zeer grote treinramp bij Stéblová. Een passagierstrein rijdt in op een goederentrein. 118 doden en 110 zwaargewonden.
- 1961
  - 14 juli – Mijnramp in de mijn Dukla bij Ostrava. Hierbij zijn 108 slachtoffers te betreuren.
  - 27 augustus – Treinongeluk bij Pradědem. 19 doden en 56 zwaargewonden.
- 1965
  - 21 september – Treinongeluk op het traject Praag - Hloubětín. 14 doden en 70 gewonden.
- 1966
  - 2 januari – Treinongeluk bij Deštnice vlak bij Lounsku. 10 doden en 37 gewonden.
- 1969
  - 2 januari – Treinongeluk bij Mladé Boleslavi. 23 doden en 29 gewonden.

### 1970-1979
- 1970
  - 4 april – Mijnongeluk in een kolenmijn bij Paskov. 26 doden.
  - 9 juni – Mijnongeluk in de mijn Dukla bij Šardice. 34 doden.
  - 11 december – Grote treinramp bij Řikonín, op het traject Tišnova - Brněnsku. Een passagierstrein rijdt in op een goederentrein. 31 doden en 18 gewonden.
- 1971
  - 13 december – Explosie bij een bedrijf in Tachově. Dit kost aan 47 mensen het leven.
- 1972
  - 26 januari – Vliegramp bij het dorpje Srbská Kamenice nabij de grens met de toenmalige DDR. 27 doden.
- 1975
  - 13 december – Joegoslavisch vliegtuig stort neer op een buitenwijk van Praag. Van de 120 mensen aan boord komen er 75 om.
- 1976
  - 30 december –In de kolenmijn Staříč vindt een ramp plaats. 43 mijnarbeiders komen hierbij om het leven.
- 1977
  - 22 maart – Mijnongeluk in de mijn ČSA bij Karviná. 31 doden.

### 1980-1989
- 1981
  - 4 september – Mijnramp in de mijn Pluto bij Záluží. Hierbij zijn 65 slachtoffers te betreuren.
- 1982
  - 17 februari –Ongeluk met een tram in de Praagse wijk Špejchaře. Hierbij vallen 7 doden en 12 ernstig gewonden.
- 1984
  - 23 november –Ongeluk in een fabriek van MESIT in Uherském Hradišti. Door een zware explosie komen 18 medewerkers om het leven.
- 1985
  - 7 mei – Mijnongeluk in een kolenmijn bij Doubrava. 25 doden.
- 1989
  - 9 november –Treinongeluk bij Nových Kopist, op het traject Nových Kopist - Litoměřicku. 6 doden en meer dan 50 gewonden.

### 1990-1999
- 1990
  - 25 augustus –Treinongeluk op het traject Spálov - Semilsku. 14 doden en 32 gewonden.
  - 3 oktober –Treinongeluk bij het plaasje Třebechovice pod Orebem. 6 doden en 16 gewonden.
  - 18 oktober – Mijnongeluk in de mijn Barbora bij Karviná. 31 doden.
- 1995
  - 25 juni –Treinongeluk Krouny op het traject Poličkou - Skutčí. 19 doden en 4 gewonden.

## 21e eeuw

### 2000-2009
- 2002
  - 1 april – In Louny stort een deel van een hotel in. Hierbij komen 5 mensen om het leven.
  - 5 augustus – Begin van overstromingen langs de Moldau, zie Hoogwater in Centraal-Europa 2002. In Tsjechië komen 17 mensen om als gevolg van de overstromingen. De totale schade wordt op 3,3 miljard euro geschat. 446 dorpen liepen onder water, waarvan 99 volledig. 1,33 miljoen mensen werden direct getroffen door het hoogwater, waarvan 200.000 geëvacueerd moesten worden. Het duurde tot 30 maart 2003 voordat de metro in Praag weer volledig in gebruik was.
- 2003
  - 9 maart – Een charterbus naar een skiresort komt in botsing met een vrachtwagen tussen České Budějovice and Dolni Dvorisite. 19 doden en 30 gewonden.
- 2004
  - 11 maart – Bij een mijnongeluk in een kolenmijn bij Ostrava komen na een instorting 7 mijnwerkers om het leven op een diepte van 680 meter onder de grond.[12]
  - 9 september – Een Britse Westland Lynx AH9 helikopter stort neer bij Oslavou. Hierbij komen 6 mensen om het leven.[13]
- 2008
  - 8 augustus – Treinramp bij Studénka, nadat een passagierstrein ontspoorde. 8 doden en 64 gewonden.
- 2009
  - 25 juni – Overstromingen in het oosten van het land, bij de grens met Polen en Slowakije kosten ten minste 9 levens. Honderden mensen moeten worden geëvacueerd.[14]

### 2010-2019
- 2018
  - 20 december – Bij een explosie in een kolenmijn in Karvina komen dertien mijnwerkers om, elf Polen en twee Tsjechen.[15]